# 丹大溪
丹大溪（布農語：Aul misnavatan）位於台灣中部，為濁水溪支流，長49.42公里，流域面積265.10平方公里，流域分佈於南投縣信義鄉東南半部。主流（最長河道）上游為郡大溪，其源流為哈伊拉羅溪，發源於標高3,377公尺之馬利加南山東峰北側，先向西北流，匯集發源自入東郡大山的馬戛英溪後轉向西流，於無雙社附近匯入郡大溪，再轉北流至巴巴隆附近與丹大溪本流會合，隨後轉向西北流，於省道台16線孫海橋南側注入濁水溪。
丹大溪本身上游為丹大東溪，發源於標高3,313公尺之斷稜西山東側，先向東北流，匯集發源自丹大山西北側的支流後，轉向北北西流至舊丹大社附近，匯集丹大西溪後，向西北流至巴巴隆附近與郡大溪合流。
丹大西溪上游崩蝕嚴重，溪水特濁，昔與萬大北溪同為濁水溪濁水之最大來源；如今萬大北溪有攔沙壩截砂，除洪水期外大致沈澱澄清，只剩丹大西溪繼續奉獻了。

## 水系主要河川
- 丹大溪：南投縣信義鄉 
  - 郡大溪
    - 巒大溪
    - 哈伊拉羅溪
      - 馬戛英溪

  - 丹大西溪
  - 丹大東溪
    - 堪姆卒溪
    - 卡阿郎溪